# Jewgeni Michailowitsch Sergejew
Jewgeni Michailowitsch Sergejew (russisch Евгений Михайлович Сергеев; * 10. Märzjul. / 23. März 1914greg. in Moskau; † 23. März 1997 ebenda) war ein russischer Geologe und Hochschullehrer.

## Leben
Sergejew nahm bereits während des Studiums am Moskauer Topografie-Technikum an Vermessungsexpeditionen in Nordkasachstan und in Karelien für den Weißmeer-Ostsee-Kanal teil. Nach dem Technikumabschluss 1932 arbeitete er als Topograf in Fernost. 1935 kehrte er nach Moskau zurück und begann das Studium an der Fakultät für Bodenkunde und Geographie der Universität Moskau (MGU). 1939 wurde er Mitglied der KPdSU. Nach dem Abschluss des Studiums 1940 blieb er dort am Lehrstuhl für Bodenkunde und wurde 1941 Assistent.
Ab Beginn des Deutsch-Sowjetischen Krieges diente Sergejew in Aufklärungsabteilungen der Roten Armee. Von Juli bis Ende Dezember 1942 nahm er an der Schlacht von Stalingrad teil. Im Juni 1943 wurde er schwer verwundet, verlor einen Fuß und wurde als Major demobilisiert.
Sergejew kehrte an den Lehrstuhl für Bodenkunde der MGU zurück. 1944 verteidigte er seine Kandidat-Dissertation, worauf er Dozent wurde. 1946 veröffentlichte er ausgewählte Kapitel zur allgemeinen Bodenkunde, aus denen dann sein weit verbreitetes Lehrbuch der Bodenkunde entstand. Er entwickelte neue Methoden zur Untersuchung der Gesteins- und Bodenarten und untersuchte die Eigenschaftskorrelationen. 1949 führte er das Konzept der optimalen Bodenkomprimierung ein. 1951 verteidigte er seine Doktor-Dissertation über die Genese und Zusammensetzung von Böden als Grundlage für die Klassifizierung und Untersuchung ihrer Eigenschaften. 1953 wurde er Professor und Leiter des Lehrstuhls für Bodenkunde der MGU. Mit anderen hatte er den Bau des neuen Universitätsgebäudes auf den Leninbergen initiiert (eine der Sieben Schwestern). In einer Reihe von Veröffentlichungen beschäftigte sich Sergejew mit Arbeiten von Michail Wassiljewitsch Lomonossow (1949, 1950), Wassili Robertowitsch Wiljams (1950), Michail Michailowitsch Filatow (1956, 1957, 1963, 1979), Sergei Sergejewitsch Morosow (1958), Sergei Sergejewitsch Tschetwerikow (1958), W. W. Ochotin (1958), Iwan Wassiljewitsch Popow (1960, 1980, 1991), Nikolai Sergejewitsch Schatski und anderen. Zu Sergejews Schülern und Mitarbeitern gehörten Wiktor Iwanowitsch Ossipow, Wladimir Alexandrowitsch Koroljow, Galina Andrejewna Golodkowskaja und Georgi Sergejewitsch Solotarjow. Sergejew war Autor bzw. Mitautor einer Vielzahl von Veröffentlichungen.
Unter Sergejews Leitung und mit seiner direkten Beteiligung wurden 1951–1953 die Untersuchungen für den Turkmenischen Hauptkanal durchgeführt. In den Tälern von Ob, Irtysch, Jenissei und Amur führte er 1954–1961 Untersuchungen zur Nutzung der Wasserkraft durch. Seine ingenieurgeologischen Untersuchungen in Ostsibirien (1960–1963), Westsibirien (1961–1975) und der Nicht-Schwarzerde-Zone der RSFSR (1976–1981) dienten der Exploration der Erdöl- und Erdgas-Lagerstätten. 1966 war Sergejew zum Korrespondierenden Mitglied und 1979 zum Vollmitglied der Akademie der Wissenschaften der UdSSR (AN-SSSR, seit 1991 Russische Akademie der Wissenschaften (RAN)) gewählt worden. Ab den 1980er Jahren widmete er sich den Problemen der Nutzung und des Schutzes der geologischen Umwelt. Seine Arbeiten dazu trugen zur Geoökologie bei.
Sergejew war Mitglied der International Association for Engineering Geology and the Environment (IAEG) und wurde 1972 und 1978 zu ihrem Präsidenten gewählt. 1981–1986 war Sergejew Rektor der Akademie für Volkswirtschaft beim Ministerrat der UdSSR.
Sergejew war verheiratet mit Alexandra Michailowna Sergejewa (1913–2001). Er wurde auf dem Friedhof Trojekurowo begraben.
Seit 1999 findet die jährliche geoökologische Konferenz Sergejew-Vorlesung der RAN statt. Das Institut für Geoökologie der RAN trägt Sergejews Namen. Das Mineral Sergeevit wurde nach Sergejew benannt.

## Ehrungen, Preise
- Orden des Roten Sterns (1941)
- Medaille „Für die Verteidigung Stalingrads“
- Orden des Vaterländischen Krieges I. Klasse (1943), II. Klasse (1985)
- Medaille „Sieg über Deutschland“
- Medaille „Für heldenmütige Arbeit im Großen Vaterländischen Krieg 1941–1945“
- Orden des Roten Banners der Arbeit (1961, 1971, 1980)
- Medaille „20. Jahrestag des Sieges im Großen Vaterländischen Krieg 1941–1945“
- Leninorden (1967, 1984)[1]
- Medaille „50 Jahre Streitkräfte der UdSSR“
- Jubiläumsmedaille „Zum Gedenken an den 100. Geburtstag von Wladimir Iljitsch Lenin“
- Orden der Oktoberrevolution (1974)
- Medaille „30. Jahrestag des Sieges im Großen Vaterländischen Krieg 1941–1945“
- Lomonossow-Preis der MGU (1975)[3]
- Medaille „60 Jahre Streitkräfte der UdSSR“
- Staatspreis der UdSSR (1977, 1986)[2]
- Leninpreis (1982)[2]
- Medaille „40. Jahrestag des Sieges im Großen Vaterländischen Krieg 1941–1945“
- Medaille „70 Jahre Streitkräfte der UdSSR“
- Medaille „Veteran der Arbeit“ (1989)
- Hans-Cloos Medal der IAEG (1989)[11]
- Medaille „50. Jahrestag des Sieges im Großen Vaterländischen Krieg 1941–1945“